# オールディーズ (お笑いコンビ)
オールディーズ（おーるでぃーず）は、かつて吉本興業に所属していたお笑いコンビ。

## メンバー
木村祐一（きむら ゆういち、1963年2月9日 - ）
- ボケ担当。
- 京都府京都市左京区出身。

栩野進（とちの すすむ、1962年10月29日 - ）
- ツッコミ担当。
- 京都府京都市出身。

## 略歴
- 1986年3月1日、栩野は吉本新喜劇に入団しようとうめだ花月進行係を務めていたが、中学校の同級生だった木村と「栩野・木村」を結成。同年5月に心斎橋筋2丁目劇場のオーデションでデビューの際に「オールディーズ」に改名し、2丁目劇場を中心として活躍しており、デビュー2年目の1988年2月にはNHK大阪放送局主催の「昭和62年度 第18回NHK上方漫才コンテスト」で最優秀賞を受賞しテレビ・ラジオで活躍していた。コンビとして人気も獲得していた矢先の1990年9月7日に栩野が女子中学生と淫らな行為を行った不祥事により所属事務所との専属マネジメント契約を解除され、同時にコンビ解散となった。その後木村はピン芸人に転身、栩野はこの不祥事が原因で芸能界を引退した。

## 出演
テレビ
- 4時ですよーだ（1987年 - 1989年、毎日放送/関西ローカル）
- ダウンタウンのゆーたもん勝ち（1988年、毎日放送/関西ローカル）
- '88ABC漫才・落語新人コンクール（1988年1月15日、朝日放送/関西ローカル「ABCホリデーワイド」枠）
- 第18回NHK上方漫才コンテスト（1988年、NHK総合/関西ローカル）
- 関西テレビ放送開局30周年記念特別番組 MAGMA30「オール吉本紅白対抗トンでも近代五種」（1988年4月16日、関西テレビ/関西ローカル）
- 第49回ホリデーワイド午前の部 西川きよしの爆笑春一番!!（1989年3月23日、朝日放送/関西ローカル「ABCホリデーワイド」枠）
- 花王名人劇場  桂三枝のドキドキ生放送!オール爆笑マンザイpart2（1988年8月14日、関西テレビ）
- 朝まで働けダウンタウン（1988年・1989年12月29日、毎日放送/関西ローカル）
- DAY BREAK（1989年、中部日本放送/中京ローカル）
- サヨナラ!うめだ花月～またあう日まで（1990年3月31日、毎日放送/関西ローカル）
- ダウンタウンのガキの使いやあらへんで!!スペシャル（1990年6月16日、日本テレビ）

ラジオ
- ラジオ2丁目劇場（OBCラジオ）

## 受賞歴
- 1987年 第8回今宮子供えびすマンザイ新人コンクール こども大賞
- 1988年 昭和62年度 第18回NHK上方漫才コンテスト 最優秀賞